# Sveti Hieronim v divjini (Leonardo)
Sveti Hieronim v divjini je nedokončana slika italijanskega renesančnega umetnika Leonarda da Vincija iz ok. 1480–1490. Kompozicija slike je bila enobarvno narisana na leseno ploščo s temeljnim premazom. Ob neznanem datumu po Leonardovi smrti je bila plošča razrezana na pet kosov, preden so jo sčasoma obnovili v prvotno obliko (brez zelo majhnega trikotnika). Delo, ustvarjeno v zadnjih Leonardovih letih v Firencah ali njegovih prvih letih v Milanu, je zdaj v Vatikanskih muzejih.

## Opis
Oljni osnutek nedokončane slike prikazuje svetega Hieronima v visoki starosti med njegovim umikom v sirsko puščavo, kjer je živel življenje puščavnika. Svetnik kleči v skalnati pokrajini in zre proti razpelu, ki ga lahko razločimo rahlo skiciranega na skrajni desni strani slike. Hieronim v desni roki drži skalo, s katero je tradicionalno prikazano, kako se tolče po prsih v pokori. Ob njegovih nogah je lev, ki je postal zvest spremljevalec, potem ko mu je iz šape izvlekel trn. Lev, kamen in kardinalski klobuk so tradicionalni atributi svetnika.
Na levi strani plošče je v ozadju oddaljena pokrajina jezera, ki ga obdajajo prepadne gore, zavite v meglo. Na desni strani je edina vidna značilnost rahlo skicirana cerkev, ki se vidi skozi odprtino v skalah. Prisotnost cerkve morda namiguje na Hieronimov položaj v zahodnem krščanstvu kot enega od cerkvenih očetov.
Kompozicija slike je inovativna za poševno trapezoidno obliko svetniškega lika. Oglate oblike so v nasprotju z vijugasto obliko leva, ki prepisuje črko S čez dno slike. Lev je tudi simbol moči in moči, povezan z evangelijem po Marku, ki ga je Hieronim prevedel v latinščino. Oblika svetega Hieronima prednazori obliko Device Marije v Madona v votlini. Upodobitev mišic v vratu in ramenih velja za prvo Leonardovo anatomsko risbo.

## Interpretacija
Pokora je ena od osrednjih tem verske ikonografije. Hieronim, ki je zaslovel predvsem s svojim prevodom Svetega pisma v latinščino, tako imenovana Vulgata, se je v starosti kot spokornik umaknil v divjino. Tukaj, tako kot na vseh drugih slikah te teme, meditira o križanem Kristusu. Za razpelom je mogoče videti medlo podobo cerkve, ki verjetno predstavlja vizijo Novega Jeruzalema, nebeškega posmrtnega življenja, h kateremu Hieronim teži.
George Bent je špekuliral, da bi se lahko Leonardova izbira teme neposredno nanašala na Leonardovo lastno duhovno življenje, predvsem na obtožbo leta 1476, da je bil vpleten v homoseksualne dejavnosti z moško prostitutko, Jacopom Saltarellijem. Zaradi anonimne ovadbe so ovadili štiri mladeniče. Homoseksualnost je bila v Firencah nezakonita. Niso bili obsojeni. Po Bentu je mogoče videti, da Leonardo doživlja obžalovanje zaradi preizkušnje ali prestopka, ki mu je omogočil, da se je bolj poistovetil s trpljenjem, prikazanim v oljni skici sv. Hieronima.

## Izvor
Tabla je bila zmanjšana, preostali del pa je bil na neki točki v svoji zgodovini razrezan na pet delov in ponovno sestavljen za zbiratelja iz zgodnjega 19. stoletja, kardinala Fescha, strica Napoleona Bonaparta. Ljudska legenda pravi, da je kardinal v neki trgovini v Rimu odkril del plošče s svetnikovim trupom, ki so ga ponujali kot mizno ploščo ali pokrov škatle. Pet let pozneje je našel še en kos, ki so ga uporabljali kot klin za čevljarsko mizo. Ne glede na okoliščine, v katerih je Fesch našel dele, so popravljeno ploščo njegovi potomci prodali papežu Piju IX., ki jo je namestil v Pinacoteca Vaticana, ki je zdaj del Vatikanskih muzejev. Nekoč so verjeli, da je bil sveti Hieronim del zbirke slikarke Angelice Kauffman, vendar so novejši učenjaki tudi to teorijo zavrnili.

## Razstave
Čeprav je bil sveti Hieronim običajno na ogled v Vatikanskih muzejih, je bil poleti 2019 posojen Metropolitanskemu muzeju umetnosti v New Yorku v krilu Roberta Lehmana, od 15. julija do začetka oktobra. Razstava je bila namenska samostojna predstavitev slike pod umirjeno osvetlitvijo zaradi ohranjanja.